# Han Seong-cheol
Han Seong-cheol (kor. 한성철, ur. 18 kwietnia 1948) – południowokoreański judoka. Olimpijczyk z Monachium 1972, gdzie zajął dziewiąte miejsce w wadze lekkiej.
Siódmy na mistrzostwach świata w 1973 roku.

## Letnie Igrzyska Olimpijskie 1972
| Konkurencja | Rundy eliminacyjne | Rundy eliminacyjne      | Rundy eliminacyjne       | Klas. końcowa |
| Konkurencja | Przeciwnik I       | Przeciwnik II           | Repasaż                  | Miejsce       |
| ----------- | ------------------ | ----------------------- | ------------------------ | ------------- |
| 63 kg       | wolny los Z        | Takao Kawaguchi (JPN) P | Cheng Chi-hsiang (TPE) P | 9.            |